# Aiguilles de la Glière
Pour les articles homonymes, voir Glière.
Les aiguilles de la Glière sont une montagne de France dans les aiguilles Rouges, en Haute-Savoie.

## Géographie
Elle se compose de trois sommets — l'aiguille de la Glière Nord (2 846 ou 2 856 m), l'aiguille de la Glière (2 852 m) et l'aiguille de la Glière Sud (2 836 m) — s'élevant dans le centre du massif, au-dessus de la vallée de Chamonix au sud-est, entre l'aiguille de la Floria (2 888 m) au nord-nord-est, l'aiguille du Pouce au nord-ouest (2 874 m) et l'aiguille Pourrie (2 561 m) au sud-sud-ouest.
Sur son ubac s'étend le glacier de la Floria.

## Ascension
Sur l'adret de l'aiguille de la Glière Sud se trouve la Chapelle de la Glière, une voie d'escalade.

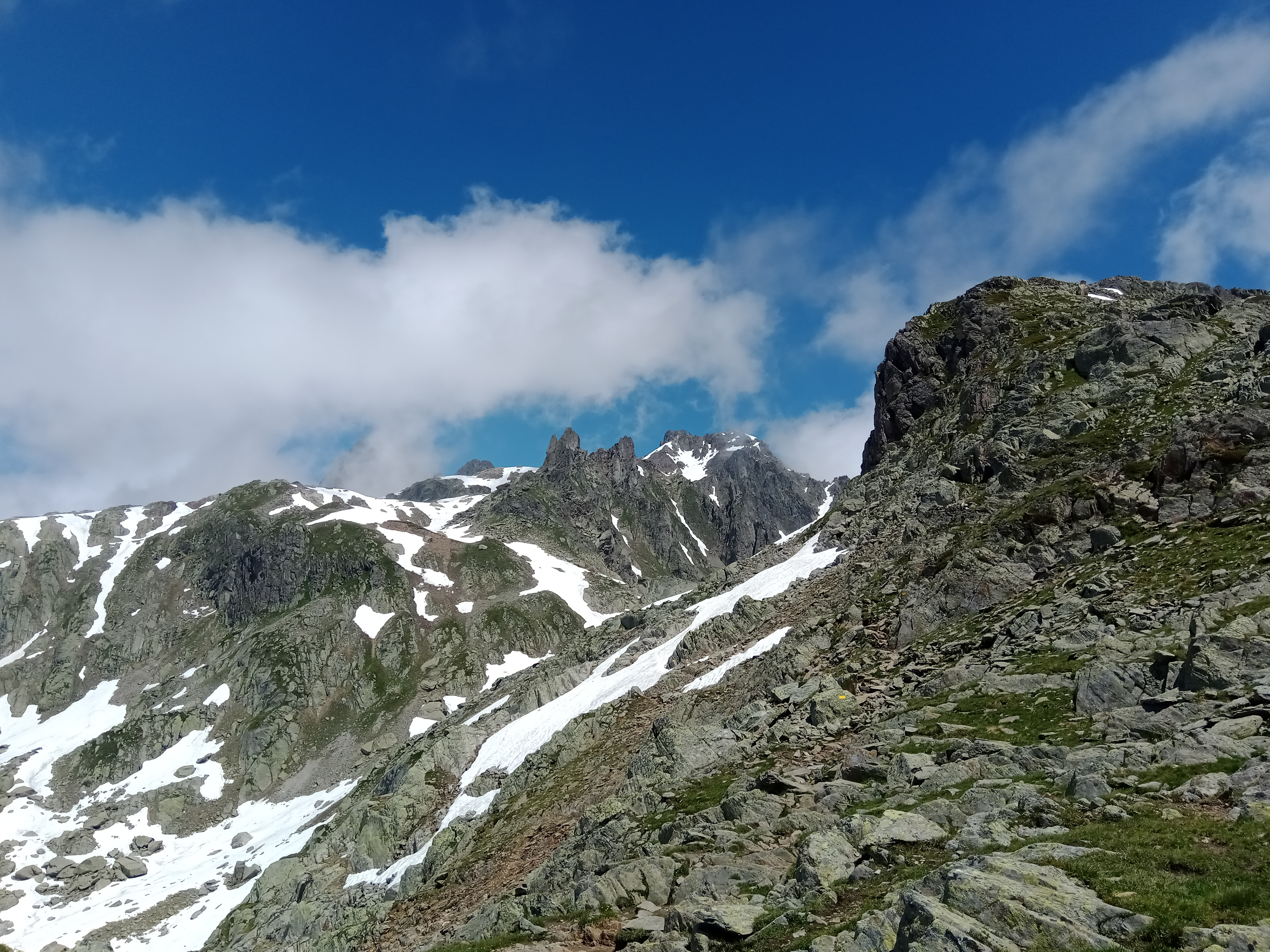
Les aiguilles de la Glière par-delà le col de la Glière depuis le col du Lac Cornu au sud-ouest.